# 진건읍
진건읍(眞乾邑)은 경기도 남양주시의 중서부에 위치한 읍이다. 진건읍은 본래 풍양현 지역으로 조선시대에는 양주군 건천면과 진관면이었다. 다산신도시와 인접해 있으며 왕숙신도시 개발이 추진되고 있다.   
진건이란 명칭은 1914년 행정구역 통폐합 때 진관면의 “진”자와 건천면의 “건”자를 따서 진건면이라 한 것에서 유래하였다. 사능, 배양, 진관, 신월, 용정, 송능리의 6개 리를 관할하고 있다.

## 역사
- 1914년 5월: 진관, 건천면을 통합 진건면으로 개칭.

| 조선총독부령 제111호 |                                                       |
| 구 행정구역          | 신 행정구역                                           |
| 양주군 진관면        | 진건면 배양리, 신월리, 진관리                         |
| 양주군 건천면        | 진건면 사능리, 송능리, 용정리, 양지리, 오남리, 팔현리 |
- 1936년 4월: 면사무소를 사능리에서 현 용정리로 이전.
- 1956년 : 지방자치제실시, 당시 9개 행정리중 신월리를 분할 10개 행정리로 조정
- 1963년 11월 15일 : 행정 10개리를 32개리로 분할
- 1965년 11월 1일 : 14개 행정리로 재조정
- 1980년 4월: 법률 제3169호에 의거 양주군이 분리되어 남양주군 진건면으로 변경.
- 1983년 2월 15일 : 대통령령 제11027호로 진건면 관할구역중 양지리, 오남리, 팔현리를 진접면으로 편입.
- 1985년 6월 1일 : 13개 행정리를 15개 행정리로 재조정(용정4리 신설)
- 1989년 7월 1일 : 19개 행정리로 행정구역 재조정
- 1989년 7월 : 면사무소 건물이 협소하여 현 청사 건립
- 1991년 3월 1일 : 23개 행정리로 행정구역 재조정
- 1992년 4월 1일 : 26개 행정리로 행정구역 재조정(용정8,9,10리 신설)
- 1994년 4월 1일 : 30개 행정리로 행정구역 재조정(사능6리, 용정11,12,13리 신설)
- 1997년 3월 18일 : 32개 행정리로 행정구역 재조정(용정14,15리 신설)
- 1997년 7월 30일 : 33개 행정리로 행정구역 재조정(용정16리 신설)
- 1998년 4월 27일 : 33개 행정리로 행정구역 재조정(용정16리 신설)
- 1999년 7월 22일 : 37개 행정리로 행정구역 재조정(용정18,19리 신설)
- 2001년 9월 12일: 남양주시 조례 제454호에 의거 진건면이 진건읍으로 승격.
- 2008년 10월 31일 :  진건종합행정타운 건립
- 2017년 2월 6일: 진건읍과 퇴계원면을 관할하는 진건·퇴계원 행정복지센터가 개청하였다.[1]
- 2017년 12월 18일: 가운동을 다산동으로 개칭하고, 도농동, 지금동, 수석동, 일패동, 이패동, 진건읍 배양리의 각 일부를 병합하였다.[2][3][4]

## 행정 구역
진건읍의 하위 행정 구역으로 6개 법정리가 있다.
| 법정리 | 한자명 | 행정리 |
| ------ | ------ | --- |
| 배양리 | 培養里 | 배양1리, 배양2리 |
| 사능리 | 思陵里 | 사능1리, 사능2리, 사능3리, 사능4리, 사능5리, 사능6리 |
| 송능리 | 松陵里 | 송능1리, 송능2리 |
| 신월리 | 新月里 | 신월1리, 신월2리, 신월3리, 신월4리 |
| 용정리 | 龍井里 | 용정1리, 용정2리, 용정3리, 용정4리, 용정5리, 용정6리, 용정7리, 용정8리, 용정9리, 용정10리, 용정11리, 용정12리, 용정13리, 용정14리, 용정15리, 용정16리, 용정17리, 용정18리, 용정19리 |
| 진관리 | 眞官里 | 진관1리, 진관2리, 진관3리, 진관4리, 진관5리 |

## 주요 시설

### 관공서
- 진건파출소
- 진건119안전센터
- 진건우체국
- 진건농민상담소
- 진건보건지소
- 진건도서관
- 노인복지회관

### 학교
- 진건초등학교
- 용신초등학교
- 사능초등학교
- 진건중학교
- 진건고등학교

## 아파트
| 단지명         | 건설사       | 시행사       | 주소                                   | 입주        | 비고 |
| -------------- | ------------ | ------------ | -------------------------------------- | ----------- | ---- |
| 진건주공 2단지 | 삼주건설㈜   | 대한주택공사 | 진건읍 사릉로372번길 25 (용정리)       | 1998년 12월 |      |
| 진건 현대      | 현대산업개발 | 현대산업개발 | 진건읍 진건오남로105번길 24-5 (용정리) | 1998년 4월  |      |

## 명소
- 성묘 - 광해군의 생모 공빈 김씨의 묘
- 안빈묘
- 변안렬 선생 묘역
- 견성암
- 봉인사
- 광해군묘
- 사릉